# Oksymy
Oksymy – klasa organicznych związków chemicznych zawierających ugrupowanie R1
R2
C=NOH, powstałych formalnie poprzez kondensację hydroksyloaminy z ketonem (nazywanych ketoksymami) lub z aldehydem (aldoksymy). W przypadku aldoksymów jednym z podstawników grupy oksymowej jest atom wodoru, ketoksymy podstawione są dwiema grupami organylowymi.

## Otrzymywanie
Oksymy powstają w reakcji kondensacji hydroksyloaminy z ketonem lub aldehydem. Reakcja ta przebiega dwuetapowo. Pierwszy etap to addycja nukleofilowa substratów. Drugi etap polega na eliminacji cząsteczki wody.

Model syntezy oksymów drogą addycji nukleofilowej

## Nomenklatura
Nazwy oksymów tworzy się, dodając do słowa „oksym” przymiotnikową formę nazwy aldehydu lub ketonu, z którego otrzymuje się dany oksym, na przykład:
- H−CH=N−OH – oksym aldehydu mrówkowego
- CH
3−CH=N−OH – oksym aldehydu octowego.

## Właściwości chemiczne
- Mają słaby charakter kwasowy.
- Łatwo ulegają hydrolizie rozcieńczonymi, wodnymi roztworami kwasów mineralnych, dając hydroksyloaminę i aldehyd albo keton.
- Ulegają przegrupowaniu Beckmanna, dając jednopodstawione amidy.

## Zastosowanie
Kaprolaktam (służący do produkcji nylonu-6) jest otrzymywany z oksymu cykloheksanonu. Oksymem jest dimetyloglioksym – związek chelatujący, tworzący z metalami bloku d barwne kompleksy. Oksymem jest również perilartyna: naturalny słodzik, jedna z najbardziej słodkich substancji znanych człowiekowi. Oksymy znajdują również zastosowanie jako leki będące reaktywatorami acetylocholinoesterazy – należą do nich pralidoksym, obidoksym, azoksym, metoksym, TMB-4, Hlo-7.